# Warrior (groupe)
Warrior est un groupe de heavy metal américain, originaire de Los Angeles, Californie. Il est formé en 1982, temporairement séparé entre 1987 et 1991 (période pendant laquelle il est en fait renommé Cold Fire par son guitariste entouré de nouveaux musiciens). Il connait de nombreuses formations en quintet, autour de son guitariste Joe Floyd et de son chanteur Parramore McCarty ; ce dernier est cependant lui-même remplacé dans les années 2000 par Rob Rock puis par Marc Storace, avant de reprendre sa place en 2008. Le guitariste Roy Z fait aussi notamment partie du groupe dans les années 1990. Warrior compte quatre albums sur trois décennies, dont un avec Rob Rock au chant en 2001, et un avec Storace en 2004.

## Biographie
Comme pour les groupes Ratt et Rough Cutt, le cœur du groupe - les guitaristes Joe Floyd et Tommy Asakawa, le bassiste Rick Bennett et le chanteur Parramore McCarty - est originaire de San Diego, Californie. Après avoir recruté le batteur Liam Jason et initialement pris le nom de Fury, le groupe joue dans des clubs locaux inspiré par le heavy metal européen.
En 1984, le groupe enregistre une démo trois titres, incluant l'hymne Fighting for the Earth, qui était joué en boucle sur la radio KMET. Le groupe signe un contrat avec les labels MCA Records et Virgin/10 Records de Richard Branson en Europe, et commence à enregistrer son premier album studio avec le producteur Doug Rider aux Cherokee Studios et Sunset Sound de L.A.. Fighting for the Earth est publié en 1985, et n'atteint pas le succès commercial escompté. À cause de problèmes personnels, le mauvais management de Michael Browning et des problèmes avec leur label, Warrior perd son contrat avec Virgin et se sépare au début de 1987.
En 2001, Warrior revient avec l'album The Code of Life au label Reality Entertainment/Nuclear Blast, le premier album à ne pas faire participer Parramore McCarty au chant, car ayant décliné l'invitation. Il est remplacé par Rob Rock (ex-M.A.R.S., Impellitteri) qui avait participé à l'album Rage of Creation, aux studios Joe Floyd's Silver. Rock et Floyd sont rejoints par le guitariste Mick Perez, le bassiste Simon Oliver, et le batteur Dave DuCey.
En 2008, ils se réunissent pour un concert et préparent un nouvel album.

## Discographie

### Albums studio
- 1985 : Fighting for the Earth (en)
- 1998 : Ancient Future (en)
- 2001 : The Code of Life (en)
- 2004 : The Wars of Gods and Men (en)

### Single
- 1985 : Fighting for the Earth

## Membres

### Membres actuels
- Parramore McCarty - chant
- Joe Floyd - guitares
- AC Alexander - guitares
- Rob Farr - basse
- Dave DuCey - batterie

### Anciens membres
- Rick Bennett - basse
- Liam Jason - batterie
- Bruce Turgon - basse
- Jimmy Volpe - batterie
- Tommy Asakawa - guitare
- Roy Z - guitare
- Kelly Pattrik - basse
- Dave Imondi - batterie
- Jorge Miguel Palacios - batterie
- Kenny Chaisson - basse
- Ray Burke - basse
- Mick Perez - guitare
- Sam - basse
- Simon Oliver - basse
- Rob Rock - chant
- Marc Storace - chant